# Calliphora croceipalpis
Calliphora croceipalpis är en tvåvingeart som beskrevs av Jaennicke 1867. Calliphora croceipalpis ingår i släktet Calliphora och familjen spyflugor. Inga underarter finns listade i Catalogue of Life.